# Albert Etuvé
Albert Etuvé était un fonctionnaire et homme politique français de Nouvelle-Calédonie, de tendance anti-indépendantiste, né sur la presqu'île de Muéo à Poya le 6 décembre 1925 et décédé à Nouméa le 15 mai 2007. Il a présidé le Congrès du Territoire du 2 mai 1988 au 11 juin 1989.

## Carrière dans l'administration territoriale
Albert Etuvé fait sa scolarité à Nouméa, à l'école Frédéric-Surleau puis au lycée Lapérouse. Il entre ensuite dans la fonction publique territoriale. Il est surtout le secrétaire général, et donc chef de l'administration, des assemblées délibérantes successives du Territoire d'outre-mer de 1953 à 1979, d'abord le conseil général puis de l'Assemblée territoriale de Nouvelle-Calédonie.

## Carrière politique
D'abord proche de l'Union calédonienne (UC), qui détient la majorité de 1953 à 1972, il participe à la création en 1977 du grand parti anti-indépendantiste de Jacques Lafleur, le Rassemblement pour la Calédonie (RPC) devenu l'année suivante le Rassemblement pour la Calédonie dans la République (RPCR) à la suite de son ralliement au Rassemblement pour la République (RPR) national de Jacques Chirac. 
Sous cette étiquette, il est membre du Conseil de gouvernement vice-présidé par Dick Ukeiwé du 6 juillet 1979 au 18 juin 1982, chargé du Budget et de la Fonction publique ainsi que des Relations avec l'Assemblée territoriale et les Parlementaires du Territoire. Il s'oppose à la création d'un impôt sur le revenu, une des raisons provoquant la rupture en 1982 de la coalition entre le RPCR et les centristes autonomistes de la Fédération pour une nouvelle société calédonienne (FNSC) qui s'allient avec le Front indépendantiste (FI) de Jean-Marie Tjibaou. Candidat pour la première fois sur la liste RPCR menée par Jacques Lafleur dans la circonscription Sud aux élections territoriales du 18 novembre 1984, en quatrième position, il devient le 17 décembre suivant président de la commission permanente de l'Assemblée territoriale, jusqu'à la fin de la mandature le 29 septembre 1985.
Après l'adoption du statut Fabius-Pisani et la régionalisation, il est présent en troisième place sur la liste RPCR de Jacques Lafleur aux élections du 29 septembre 1985 dans le Sud, qui obtient 70,62 % des suffrages exprimés et 17 sièges sur 21 au conseil régional et sur les 46 du Congrès du Territoire (nouveau nom de l'assemblée délibérante de Nouvelle-Calédonie). Il prend alors la présidence de la commission des affaires administratives, juridiques et de la fonction publique du conseil de la Région Sud du 4 octobre 1985 au 24 avril 1988. De nouveau quatrième candidat du RPCR dans le Sud aux élections régionales suivantes du 24 avril 1988, il est réélu dans les deux assemblées et est porté au « perchoir » du Congrès le 2 mai 1988. Il apparaît ainsi comme l'un des principaux lieutenants du député Jacques Lafleur et poids lourds du Rassemblement pendant toute la période dite des « Évènements » (qui voit s'opposer violemment partisans et opposants de l'indépendance entre 1984 et 1988), aux côtés de Jean Lèques ou Dick Ukeiwé. Il est un des signataires de l'accord d'Oudinot du 20 août 1988 qui vient complété celui de Matignon signé le 26 juin précédent pour ramener la paix civile en Nouvelle-Calédonie. 
Il a soutenu l'entrée en politique de plusieurs jeunes personnalités, connues au secrétariat général de l'Assemblée territoriale, comme Pierre Maresca ou Pierre Bretegnier. 
Pressenti en deuxième place, derrière Jacques Lafleur, de la liste RPCR de la Province Sud aux élections du 11 juin 1989 (d'après Pierre Maresca), il n'est finalement candidat qu'en 38e (et avant-dernière) position qui est inéligible et disparaît de la scène politique.

## Famille
Il a épousé en 1963 Claude Lizé-Curique (vice-présidente puis présidente à partir de 2011 de l'Association calédonienne d'aide aux personnes âgées, ACAPA), dont il a eu deux fils :
- François-Régis Etuvé (né en 1965 à Nouméa)
- Christophe Etuvé (né en 1968 à Saint-Brieuc).

## Honneurs
Il était chevalier de l'Ordre national du Mérite. Et, à la suite de son décès, le parc naturel et de randonnées situé sur la colline du Ouen Toro au sud de la presqu'île de Nouméa a été dénommé officiellement en 2009 « Parc municipal du Ouen Toro Albert Etuvé – Lucien Audet ».